# Танки (уезд)
Танки (вьет. Tân Kỳ) — горный уезд на западе вьетнамской провинции Нгеан, в 90 км от столицы провинции, города Винь. Столица уезда — город Танки. Уезд включен в биосферный заповедник Западный Нгеан.

## География
Уезд граничит с:
- на севере — с уездами Нгиадан и Куихоп,
- на юге и юго-востоке — с уездом Долыонг,
- на западе и юго-западе — с уездом Аньшон,
- на востоке и северо-востоке — с уездами Йентхань и Нгиадан.

Уезд имеет площадь 729,2 км², численность населения в 2019 году составила 147 257 человек, плотность населения — 202 чел/км².

## Административное деление
Уезд поделён на 22 административные единицы общинного уровня: город Танки (столица уезда) и 21 община: Донгван, Зяйсюан, Хыонгшон, Кишон, Китан, Нгиабинь, Нгиадонг, Нгиазунг, Нгиахань, Нгиахоан, Нгиахоп, Нгиафук, Нгиатхай, Фушон, Танан, Танхоп, Танхыонг, Танлонг, Танфу, Тансюан, Тьенки.

## История
Из-за своего расположения и горного рельефа уезд имел важное стратегическое значение во время военных действий. В ходе войны с США Танки был мощным оборонительным районом и местом, куда эвакуировались жители и организации охваченных боевыми действиями регионов. Здесь проходили обучение солдаты для пополнения личного состава 316-й, 324-й, 304-й и 312-й дивизий Вооружённых сил Вьетнама. Также Танки был важным логистическим центром; здесь начиналась Тропа Хо Ши Мина, в память о чём установлен монумент с отметкой «KM 0» («нулевой километр»). 7 общин удостоены звания Героя Вьетнама.

### Административные преобразования
Уезд Танки был образован 19 апреля 1963 года согласно Постановлению правительства 52-CP на основе выделения 10 общин уезда Нгиадан — Нгиабинь, Нгиадонг, Нгиахоп, Нгиазунг, Нгиатхай, Нгиахоан, Зяйсюан, Нгиафук, Танхоп, Тьендонг — и 3 общины уезда Аньшон — Кишон, Фушон, Хыонгшон.
17 апреля 1965 года община Тьендонг была разделена на две: Тьенки и Донгван. 15 апреля 1967 года община Нгиатхай также была разделена на две общины: Нгиатхай и Тансюан. 24 марта 1969 года на базе общин Хыонгшон, Кишон и Фушон была образована община Нгиахань; община Нгиафук была разделена на две: Нгиафук и Танан; община Нгиахоан — на Нгиахоан и Танлонг; община Нгиадонг — на Нгиадонг и Танфу. 1 марта 1988 года община Кюшон была разделена на 3 административные единицы: общину Кишон, общину Китан и город Танки.
23 марта 2005 года 15,56 км² территории и 4219 жителей общины Кишон, 10,38 км² и 1918 жителей общины Нгиахань, 5,32 км² и 954 жителей общины Хыонгшон были выделены в новую общину Танхыонг.

## Экономика
В 2022 году ВВП на душу населения составил 44,2 млн донгов, что на 25,1 больше, чем в 2015 году. Из 21 общины 16 соответствуют Новым сельским стандартам.
20 местных продуктов оценены в три звезды из четырёх по программе OCOP, в том числе бананы южноамериканского сорта, вешенки, зелёные грейпфруты, арахисовое масло.